# Логинов, Евгений Фёдорович
Евге́ний Фёдорович Ло́гинов (10 (23) октября 1907, Гельсинкфорс — 7 октября 1970, Москва) — советский военачальник, Министр гражданской авиации СССР, маршал авиации (1967), Заслуженный пилот СССР.

## Биография
Евгений Фёдорович Логинов родился 10 (23) октября 1907 года в городе Гельсингфорсе (ныне Хельсинки). Сын служащего — капельмейстера военного оркестра, мать работала портнихой. После выхода Финляндии из состава России семья в 1918 году перебралась в город Бузулук. Окончил там школу, Евгений уехал в Ленинград. В 1925 году там он окончил рабфак, работал на заводе «Красный выборжец» и помощником мастера по ткацким станкам на прядильно-ткацкой фабрике «Рабочий».
В Красной армии с февраля 1926 года. Окончил Военно-теоретическую школу лётчиков в Ленинграде в 1926 году, 2-ю Военную школу лётчиков в Борисоглебске в 1928 году. В 1928 году начал службу в 56-й авиаэскадрилье 1-й авиационной бригады Ленинградского военного округа, младший лётчик, старший лётчик, командир звена. С мая 1931 года — командир корабля 57-й авиаэскадрильи 3-й авиационной бригады ВВС Ленинградского военного округа. С июня 1931 — инструктор и командир 87-го отдельного авиационного отряда Морских сил Балтийского моря. С октября 1932 года — командир авиаотряда 112-й эскадрильи 28-й авиабригады ВВС Московского военного округа, с апреля 1938 года — командир этой эскадрильи. С сентября 1938 года — инспектор по технике пилотирования 5-й авиационной бригады ВВС 1-й Отдельной Краснознамённой дальневосточной армии, а с ноября 1938 года — помощник командира этой авиабригады. С сентября 1940 года — помощник начальника 2-й высшей военной школы штурманов ВВС РККА в Иваново.
В Великую Отечественную войну с августа 1941 по 1945 годы участвовал в боях с немецко-фашистскими захватчиками. С августа 1941 года — командир 51-й дальнебомбардировочной авиационной дивизии, после её переформирования в декабре 1941 года командовал 1-й ночной тяжёлой бомбардировочной авиадивизией, летавшей на бомбардировщиках ДБ-3 (в марте 1942 года переформирована в 17-ю бомбардировочную авиационную дивизию дальнего действия). Дивизия участвовала в битве за Москву и в Сталинградской битве, совершала дальние рейды по бомбардировке румынских нефтепромыслов. В период Сталинградской битвы обеспечил высокую эффективность действий своей авиационной дивизии. Сам он в одном из боевых вылетов был сбит и выбросился из горящего самолёта с парашютом, получив также ранение в ногу (к тому времени Логинов уже был генералом). Только на третью ночь ему удалось переплыть через Дон и добраться до своих.
С 1942 года — заместитель командира, а с мая 1943 по январь 1945 года — командир 2-го гвардейского авиационного корпуса дальнего действия в составе авиации дальнего действия. Авиационный корпус дальнего действия, которым он командовал, отличился в битве под Курском, в Брянской, Смоленской, Крымской, Белорусской, Ясско-Кишинёвской, Будапештской, Висло-Одерской, Восточно-Померанской наступательных операциях, а во время боёв в Восточной Пруссии наносил массированные удары по военным объектам Кёнигсберга. В январе 1945 года в связи с реорганизацией АДД корпус был преобразован в 2-й гвардейский бомбардировочный авиационный корпус 18-й воздушной армии, им продолжал командовать генерал Е. Ф. Логинов.
После войны командовал тем же корпусом, с августа 1946 по март 1947 года — заместитель командира 1-го гвардейского бомбардировочного авиационного корпуса дальнего действия. Окончил Высшую военную академию имени К. Е. Ворошилова в 1949 году с золотой медалью. Занимал должности: с июня 1949 года — генерала-инспектора бомбардировочной авиации Главной инспекции Вооружённых Сил СССР, с августа 1950 года — начальника факультета, с октября 1952 года — заместителя начальника Военно-воздушной академии по учебной работе, с января 1954 года — командующего 24-й воздушной армией в Группе советских войск в Германии. С апреля 1956 года — заместитель Главнокомандующего ВВС СССР, с февраля 1958 года — генерал-инспектор ВВС Главной инспекции Министерства обороны СССР.
В июне 1959 года был переведён в гражданскую авиацию и назначен начальником Главного управления гражданского воздушного флота при Совете Министров СССР. После образования на основе Гражданского воздушного флота Министерства гражданской авиации СССР в августе 1964 года — первый советский министр Гражданской авиации СССР. Сам летал на Як-18 до 1970 года, управляя самолётом во время своих частых командировок по стране; имел налёт свыше 5 000 часов. С мая 1970 — военный инспектор-советник Группы генеральных инспекторов Министерства обороны СССР.
Умер 7 октября 1970 года в Москве. Похоронен на Новодевичьем кладбище.
Депутат Верховного Совета СССР 7-го созыва (1966—1970). Член КПСС с 1939 года. Кандидат в члены ЦК КПСС с 1966 года, член ЦК КПСС с 1967 года.
Был женат трижды. Имел две дочери от первого брака, Михайлёнок (Логинова) Регину Евгеньевну и Логинову Нонну Евгеньевну; от второго брака — дочь Логинову Ларису Евгеньевну[значимость факта?].

## Воинские звания
- полковник (декабрь 1941)
- генерал-майор авиации (6.5.1942)
- генерал-лейтенант авиации (13.3.1944)
- генерал-полковник авиации (8.8.1955)
- маршал авиации (28.10.1967)

## Награды
- Четыре ордена Ленина (17.05.1951[2], 29.08.1955, 16.4.1963, 4.11.1967);
- Три ордена Красного Знамени (29.03.1942, 06.05.1946[2], 30.12.1956[2]);
- Орден Кутузова 1-й степени (29.05.1945);
- Орден Суворова 2-й степени (13.03.1944);
- Орден Александра Невского (25.03.1943);
- Орден Красной Звезды (03.11.1944[2]);
- Медали СССР;
- Золотой крест ордена Virtuti militari (Польша, 19.12.1968)[3];
- Орден Заслуг Венгерской Народной Республики 3-го класса (Венгрия).